# Gigantspinosaurus
Gigantspinosaurus („ještěr s obřími trny“), byl rod ptakopánvého dinosaura ze skupiny Stegosauria. Žil v období pozdní jury (asi před 160 miliony let) na území dnešní provincie S’-čchuan v Číně (souvrství Ša-si-miao).

## Objev
Fosilie tohoto obrněného dinosaura byly objeveny v roce 1985 v sedimentech souvrství Shaximiao (geologický věk oxford, asi před 163 až 157 miliony let) a původně byly přiřazeny jinému stegosauridovi rodu Tuojiangosaurus. V roce 1992 pak bylo pro holotyp ZDM 0019 zvoleno nové jméno a dinosaurus byl formálně popsán jako Gigantspinosaurus sichuanensis. Teprve po roce 2006 však bylo i západními paleontology oficiálně uznáno, že se nejedná o nomen nudum, ale o platný taxon. V roce 2018 byla publikována komplexní studie o tomto dosud nepříliš dobře známém dinosaurovi.

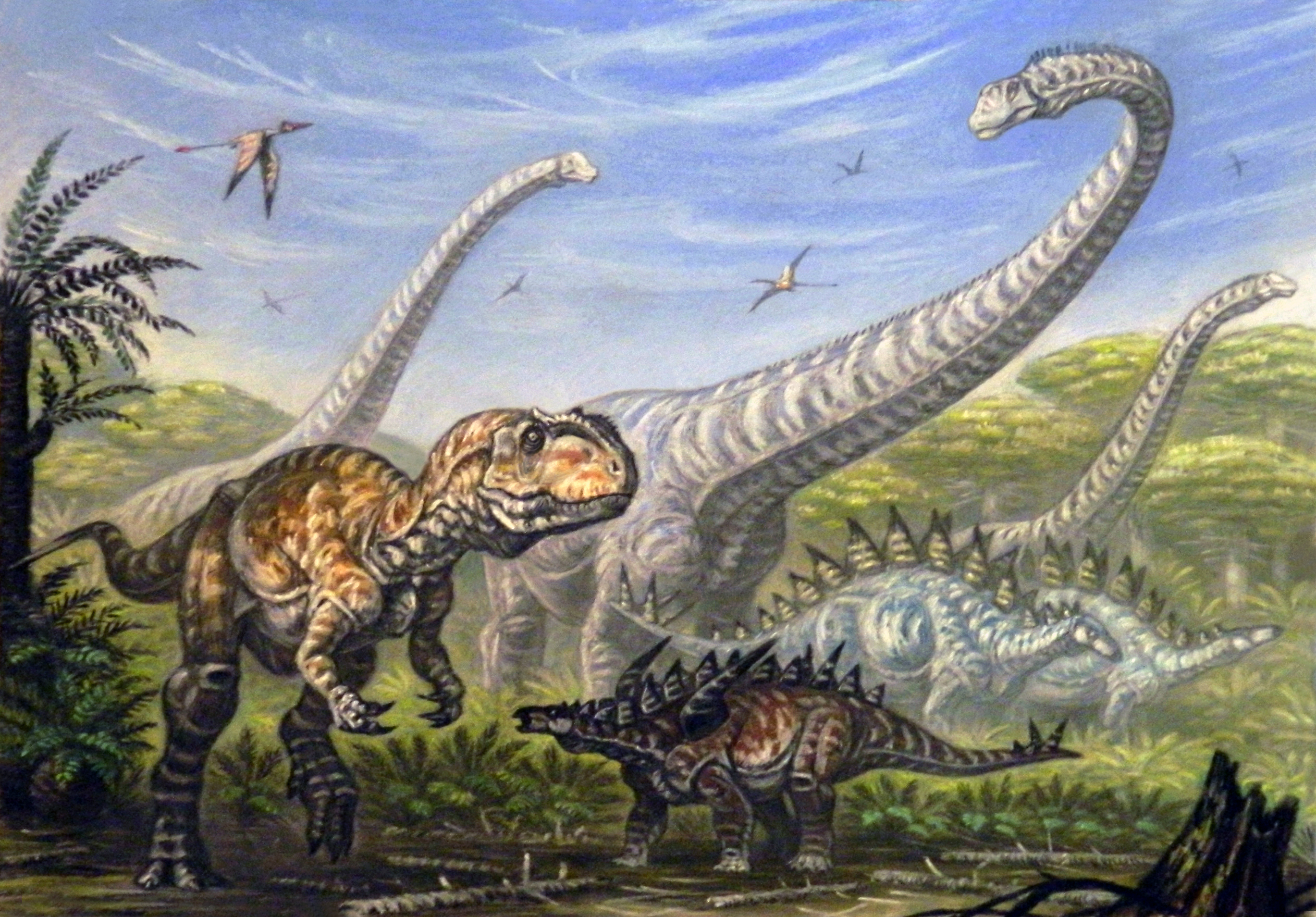
Gigantspinosaurus a někteří jeho dinosauří současníci (teropod Yangchuanosaurus, sauropod Mamenchisaurus a stegosaur Tuojiangosaurus).

## Popis
Předpokládá se, že Gigantspinosaurus byl navzdory svému jménu spíše menším zástupcem své skupiny. Na délku měřil asi 4,2 metru a vážil kolem 700 kilogramů. Podle jiného odhadu byl však dlouhý až 7 metrů. Nápadným znakem dinosaura jsou relativně malé hřbetní desky a naopak velmi dlouhé „ramenní“ bodce (spinae parascapulares), které tomuto stegosaurovi vynesly jeho rodové jméno. V roce 2008 byl oznámen objev fosilních otisků kůže, patřících pravděpodobně tomuto dinosaurovi. Na ploše 414 čtverečních centimetrů se nachází množství drobných hrbolků a šupinek o průměru 5,7 až 9,2 milimetru.
Výzkum fosilních kostí druhu G. sichuanensis odhalil, že tito dinosauři vykazují četné patologie v podobě zlomenin kostí (fraktur) a stopy po kostních nemocech.

## Zařazení
Podle studie paleontoložky Susannah Maidmentové byl G. sichuanensis bazálním (vývojově primitivním) zástupcem skupiny Stegosauria. Podle čínských paleontologů však byl spíše zástupcem vlastní podčeledi Huayangosaurinae.
Sesterským taxonem tohoto stegosaura by mohl být o několik milionů let starší čínský druh Baiyinosaurus baojiensis a dále argentinský druh Isaberrysaura mollensis.